# Live Phish Volume 14
Live Phish Vol. 14 es un álbum en directo de la banda de rock estadounidense Phish grabado en directo en el Rosemont Horizon (denominado ahora Allstate Arena) en Rosemont, Illinois, cerca de Chicago, Illinois, la noche de Halloween de 1995.
Es el segundo de cinco conciertos hechos en noches de Halloween donde Phish tocan un disco completo de alguna banda. La banda, junto con una sección de viento, tocaron el disco de The Who Quadrophenia al completo, liderado por el teclista Page McConnell y entremedias de otros canciones propias.
Al final del espectáculo, la banda hizo el bis de la canción "My Generation" y destrozaron sus instrumentos igual que hiciese The Who treinta años atrás.

## Lista de canciones

### Disco 1
1. "Icculus" (Anastasio, Marshall) - 4:22
2. "The Divided Sky" (Anastasio) - 15:07
3. "Wilson" (Anastasio, Marshall, Woolf) - 4:41
4. "Ya Mar" (Ferguson) - 8:16
5. "Sparkle" (Anastasio, Marshall) - 3:45
6. "Free" (Anastasio, Marshall) - 9:39
7. "Guyute" (Anastasio, Marshall) - 10:38

### Disco 2
1. "Run Like an Antelope" (Anastasio, Marshall, Pollak) - 12:51
2. "Harpua" (Anastasio, Fishman) - 14:17
3. "I Am the Sea" (Townshend) - 3:28
4. "The Real Me" (Townshend) - 3:22
5. "Quadrophenia" (Townshend) - 6:08
6. "Cut My Hair" (Townshend) - 3:49
7. "The Punk and the Godfather" (Townshend) - 4:54
8. "I'm One" (Townshend) - 3:12

### Disco 3
1. "The Dirty Jobs" (Townshend) - 5:45
2. "Helpless Dancer" (Townshend) - 2:20
3. "Is It in My Head" (Townshend) - 3:37
4. "I've Had Enough" (Townshend) - 5:47
5. "5:15" (Townshend) - 6:20
6. "Sea and Sand" (Townshend) - 3:30
7. "Drowned" (Townshend) - 4:58
8. "Bell Boy" (Townshend) - 4:32
9. "Doctor Jimmy" (Townshend) - 8:35
10. "The Rock" (Townshend) - 6:35
11. "Love, Reign O'er Me" (Townshend) - 6:37

### Disco 4
1. "Audience Chess Move" - 2:28
2. "You Enjoy Myself" (Anastasio) - 40:33
3. "Jesus Just Left Chicago" (Beard, Gibbons, Hill) - 9:18
4. "A Day in the Life" (Lennon, McCartney) - 4:31
5. "Suzy Greenberg" (Anastasio, Pollak) - 8:30
6. "My Generation" (Townshend) - 4:40

## Personal

### Phish
- Trey Anastasio - guitarra, voz
- Page McConnell - piano, órgano, voz
- Mike Gordon - bajo, voz
- Jon Fishman - batería , voz

### Sección de viento
- Dave Grippo - saxofón alto
- Carl Gearhart - trompeta
- Joey Somerville Jr. - trompeta
- Chris Peterman - saxofón tenor
- Mike Hewitt - saxofón barítono
- Don Glasgo - trombón, trompa